# Léo Trézenik
Léon-Pierre-Marie Épinette, mieux connu sous le pseudonyme de Léo Trézenik, né le 10 février 1855 à Rémalard, Orne et mort le 19 novembre 1902 à Sceaux, est un poète, romancier et journaliste français. Il utilisa également les signatures de L.-G. Mostrailles (pseudonyme collectif), Jacques Trémora, Pierre Infernal, ou encore Henry Heltey (L T, ses initiales),.

## Biographie
Léon Épinette étudie chez les Jésuites de Vannes à Saint-François Xavier. Il passe son baccalauréat ès-lettres à Poitiers en 1873, puis ès-sciences à Caen en 1874.
Il entreprend alors des études de médecine à l'université de Caen en 1875 et 1876, mais doit les interrompre afin de s'installer avec sa famille à Paris. Ils habitent à cette époque dans la même maison que François Coppée.
Il adopte le nom de Trézenik, traduction bretonne du mot « épinette », qu'il aurait apprise lors de son séjour à Vannes. Trézenik devient bientôt membre actif des cercles littéraires des Hydropathes (dont il sera le vice-président en 1884), des Hirsutes et des Jemenfoutistes qui se réunissent au cabaret du Chat noir. Il atteint une relative célébrité lorsque son portrait paraît dans la presse le 25 avril 1880. Il fait ses débuts de journaliste successivement au Titi, à La Lune Rousse puis dans la Revue de Jean de la Leude. Il participe encore avec Charles Morice au Quartier latin, organe des étudiants, où Morice écrit sous le nom de Karl Mohr. Trézenik y publie, comme au Titi, sous le nom de Pierre Infernal, des « Têtes de Turcs », portraits caricaturaux de personnalités. Il quittera ce journal en compagnie de Morice pour fonder, avec Georges Rall qu'il avait rencontré à Paris-Nord, la revue anticléricale La Nouvelle Rive gauche où l'on retrouve l'esprit du Quartier latin et certains de ses collaborateurs. Ce journal, qui prend le nom de Lutèce en 1883, eut comme collaborateurs Paul Verlaine, Jean Moréas, Jules Laforgue, Jules Vallès, Louis Dumur, etc. 
Outre des recueils de poèmes, tels Les Gouailleuses et En jouant du mirliton, il publie le roman La Jupe, qui évoque son propre cheminement depuis ses études à Vannes jusqu'à des aventures sexuelles fictives avec une bourgeoise qui aurait pu être la mère d'Octave Mirbeau. Ce dernier réagit en dressant un portrait peu flatteur de Trézenik dans son roman Sébastien Roch. Trézenik répond en annonçant dans le journal satirique Le Roquet un concours pour le « massacre d’Octave Mirbeau ». Ce projet reste sans suite mais sera commenté avec ironie par Mirbeau dans un article de 1890.
Dans ses romans — Cocquebins, L’Abbé Coqueluche, Le nombril de M. Aubertin —, Trézenik présente bien des points communs avec Octave Mirbeau : « on ne peut qu’être frappé par la ressemblance de leurs détestations, tour à tour acérées et désabusées (« neurasthéniques »), du clergé et de ses abus de pouvoir, de l’esprit de lucre et des injustices qu’il génère, des puissants et des misères qu’ils répandent, de l’amour et de ses multiples déboires. Ils ont aussi en commun un art consommé de l’observation et de la description des mœurs rurales ».
Selon une hypothèse, Trézenik pourrait aussi avoir écrit sous le pseudonyme de Silvio, qui a publié des poèmes en prose dans deux journaux de Montréal, Le Samedi et Le Monde illustré, entre avril 1895 et mars 1902. Silvio s'est rendu à Montréal et a eu une rencontre avec le directeur du Samedi en mai 1895. L'un de ses poèmes en prose — Jeux cruels — est une reprise du poème Jeux d’enfants, publié par Trézenik en 1886. Toutefois, même si Silvio a subi l'influence de Trézenik, les thèmes retenus par les deux auteurs sont très différents, ce qui semble éliminer l'hypothèse qu'il s'agirait d'une même personne.

## Œuvres

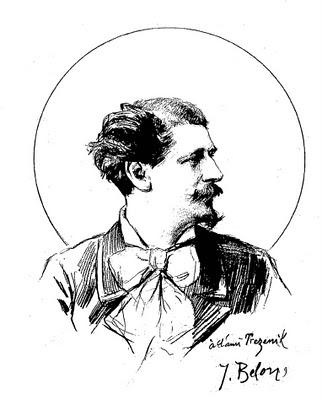
Portrait par José Belon.

- Les Gouailleuses: poésies fantaisistes, 1882.
- L'Art de se faire aimer, 1883.
- Les Hirsutes, 1884.
- Proses décadentes, 1886.
- Les Gens qui s'amusent, 1886.
- Cocquebins 1887.
- " La Jupe ", Ed. Monnier et Cie Éditeurs, Paris, 1887.
- En jouant du mirliton. Poésies, 1889.
- Histoires normandes, 1891.
- L'abbé Coqueluche : roman contemporain, 1889
- Le magot de l'oncle Cyrille : ma province, 1889.
- La Confession d'un fou, 1890.
- L'Assassinat de la vieille dame, 1894.
- Les fromages : vers symboliques, 1895.
- Le nombril de M. Aubertin : roman contemporain, 1897.
- Le Ménage Rousseau, 1898.